# Нарышкин, Лев Кириллович
Лев Кири́ллович Нары́шкин (1664 — 28 января (8 февраля) 1705 года, Москва) — спальник, боярин, глава Посольского приказа, родной брат царицы Натальи Кирилловны, родной дядя царя Петра Великого.

## Биография
Родился в 1664 году и в 1682 году был уже стольником, когда вспыхнул известный стрелецкий бунт (май 1682). Зверское убийство братьев и вообще ненависть стрельцов к роду Нарышкиных грозили гибелью и для Льва Кирилловича, так как выдачи его и многих других Нарышкиных требовали стрельцы. Спасенный от смерти, он, однако, по настоянию бунтовщиков принужден был вместе с братом отправиться в ссылку в Пустозёрск, но, видимо, вскоре был возвращён в столицу, т.к. его имя упоминается в связи с попытками правительницы Софьи Алексеевны и её фаворита Ф. Л. Шакловитого скомпрометировать царицу Наталью Кирилловну (1687). Вернувшись в Москву, Нарышкин стал играть видную роль, благодаря влиянию, которым он пользовался у своей сестры — царицы. Он и князь Борис Голицын были самыми приближенными к ней людьми.
Около этого времени Лев Кириллович был пожалован в бояре. Честолюбивые замыслы Софьи привели в 1689 году к новому стрелецкому заговору, направленному главным образом против царицы Натальи Кирилловны и близких к ней лиц, особенно же против её брата Льва Кирилловича. Заговор был раскрыт и Нарышкин спасся от грозившей ему опасности. Входя всё больше в силу, он поссорился с Борисом Голицыным и настроил против него царицу Наталью Кирилловну, благодаря чему князь Борис Голицын вскоре окончательно утратил всякое значение, и Лев Кириллович занял одно из первых мест среди лиц, стоявших во главе управления государством. Со смертью сестры Царицы Натальи Кирилловны (в январе 1694 года) был  отодвинут на вторые роли по своему влиянию на царя Петра I.

### Служба в Посольском приказе
В 1697 году назначен начальником Посольского приказа, которым управлял до 1699 года.
В 1697 году, когда Пётр уехал в первое своё заграничное путешествие, был учрежден для управления государством Совет из четырёх бояр, причем первым членом его, после кн. Ф. Ю. Ромодановского, был назначен Лев Кириллович. Столкновение из-за власти с Лопухиными, родственниками молодой царицы, кончилось для Нарышкина вполне благоприятно, так как Лопухины были совсем устранены от дел. В 1699 году при назначении боярина Фёдора Алексеевича Головина генерал-адмиралом, к тому же отошли в заведование и иностранные дела, и Лев Кириллович потерял первенствующее значение в государственном управлении. Во время отсутствия Головина он управлял Посольским Приказом, но не пользовался уже прежним влиянием.

### Смерть и наследие
Скончался 28 января (8 февраля) 1705 года в Москве, погребен в Высоко-Петровском монастыре, родовой усыпальнице Нарышкиных.
В своих записках князь Б. И. Куракин характеризует Нарышкина следующим образом: «был человек гораздо посредняго ума и невоздержной к питью, также человек гордой, и хотя не злодей, токмо не склончивой и добро многим делал без резону, но по бизарии (от фр. bizarrerie — причуда) своего гумору. (от фр. humeur — настроение)»
Кроме громадного количества земель и, между прочим, владения на Мясницкой, а также знаменитого Кунцево с соседними Фили, Мазилово, Ипское, Гусарово и Троице-Лыково, Л. К. Нарышкину принадлежали семь железоделательных заводов в Каширском, Алексинском и Тульском уездах, где приготовлялись железные части для судов Азовского флота, а также пушечные ядра, бомбы и т. п.
Лев Кириллович оставил выдающийся след в архитектуре Москвы , так как именно он (вероятно под влиянием своей жены Анны Салтыковой - дочери Марфы Прозоровской) был основным заказчиком церквей в стиле так называемого "нарышкинского барокко", развивающим новый тип церквей, впервые появившийся в Церкви индийского царевича Иоасафа.

Многие другие более поздние выдающиеся однотипные московские церковные постройки конца XVII века в подобном стиле (позднее названном «нарышкинским» барокко, так как они строились в основном на деньги клана ближайших родственников царя Петра – Нарышкиных) и ранее приписываемые Якову Бухвостову, (который оказался на деле всего лишь их подрядчиком) дают возможность предположить авторское участие Царевны Софьи и Великого Голицына в создании их первоначальных проектов. 

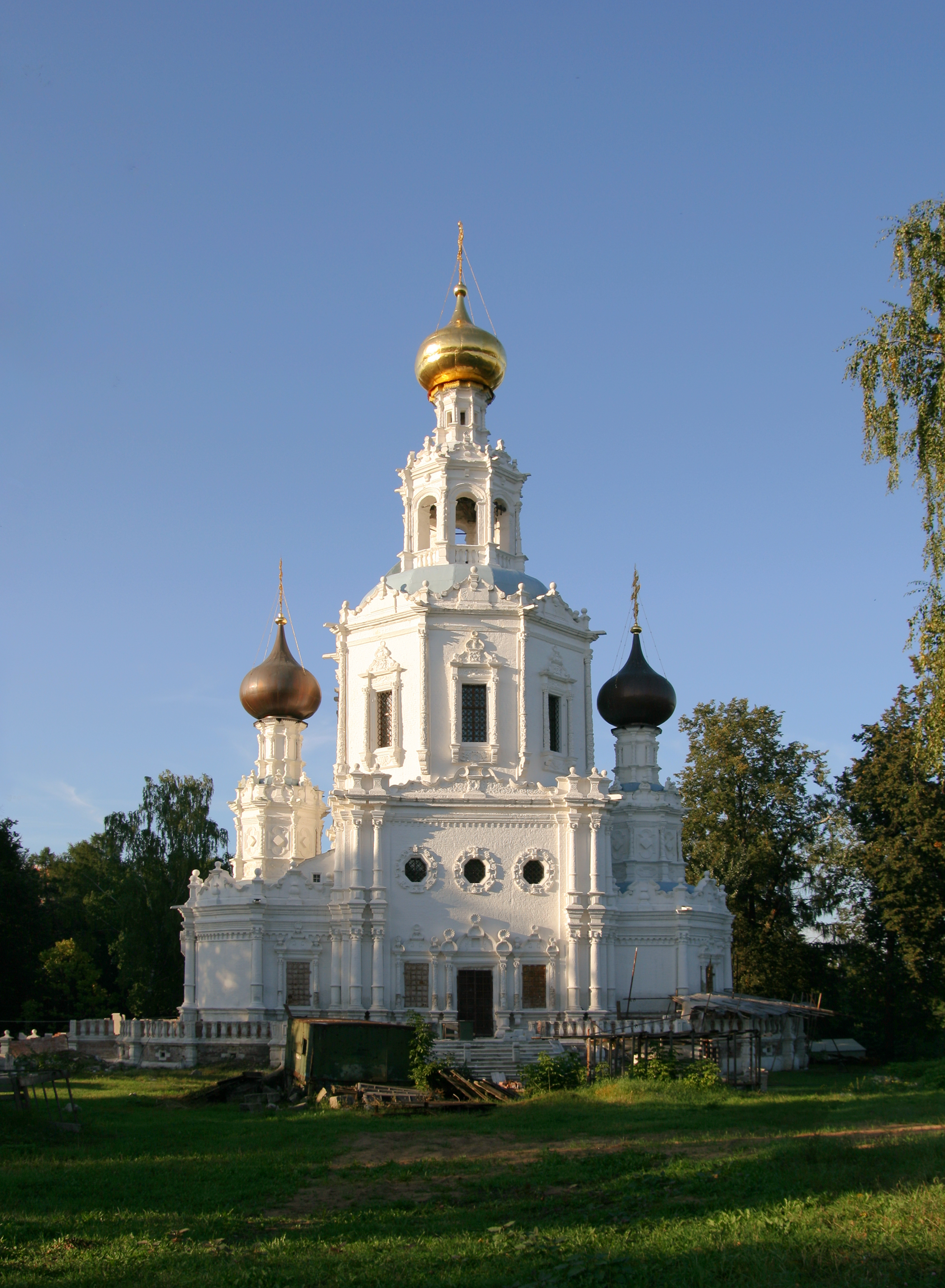
Храм Троицы Живоначальной в Троице-Лыкове,1698—1703 г.г., Мартимьян Нарышкин, родной дядя царя Петра, получил это имение в 1690 году. От первого брака с царевной Евдокией Васильевной Сибирской (ум. 11-го апреля 1691 года) у него осталась одна только дочь, ставшая позже женой князя Василия Петровича Голицына. В марте 1697 года, после внезапной смерти 32-х летнего Мартимьяна,  имение наследовал его брат Лев Нарышкин, родной дядя царя Петра, чья жена Анна Салтыкова была дочерью Марфы Прозоровской.
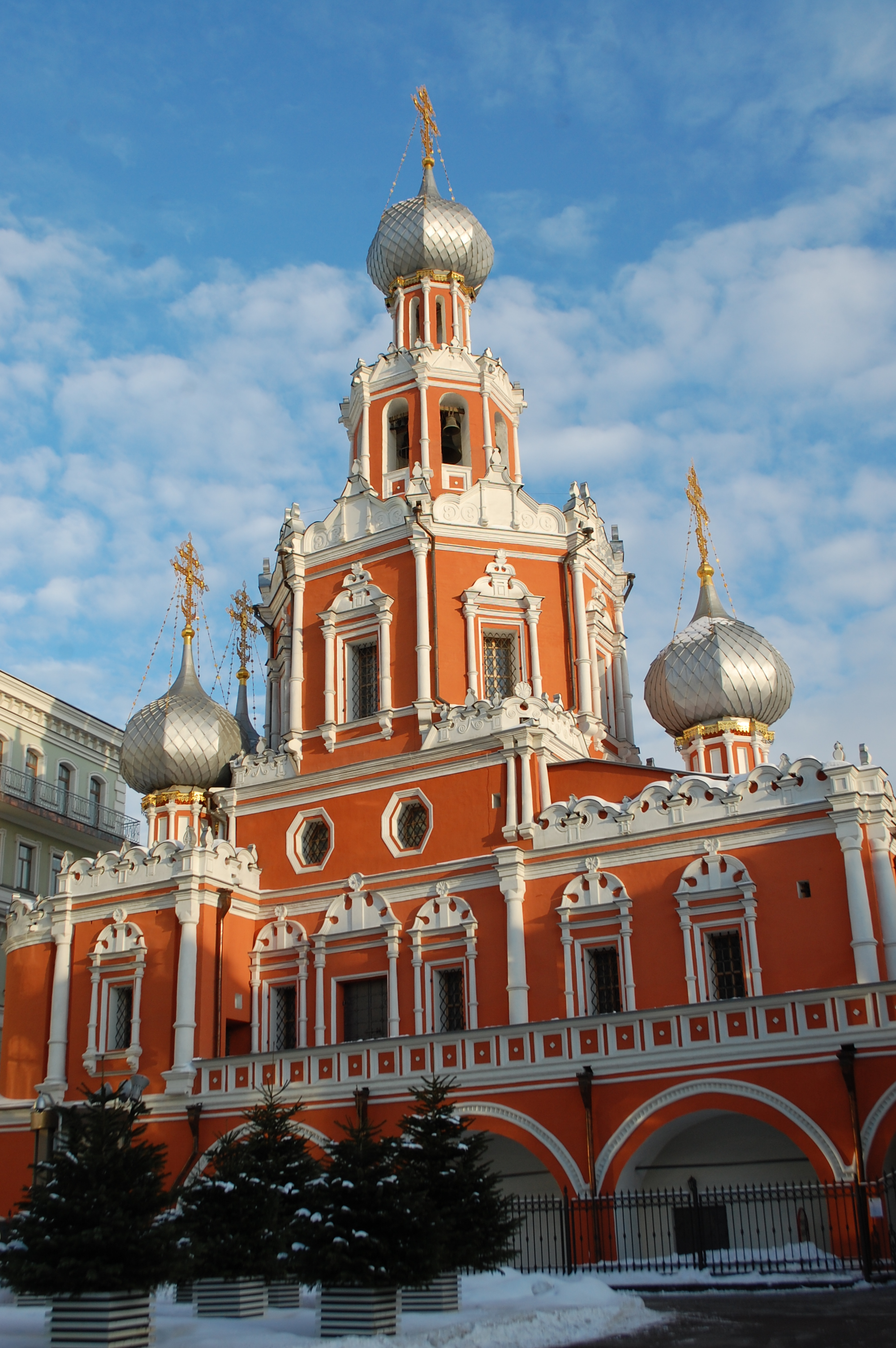
Церковь иконы Божией Матери «Знамение» на Шереметевом дворе(бывшем Нарышкином). Построена в конце 1680-х годов при  Льве Нарышкине, родном дяде царя Петра, чья жена Анна Салтыкова была дочерью Марфы Прозоровской
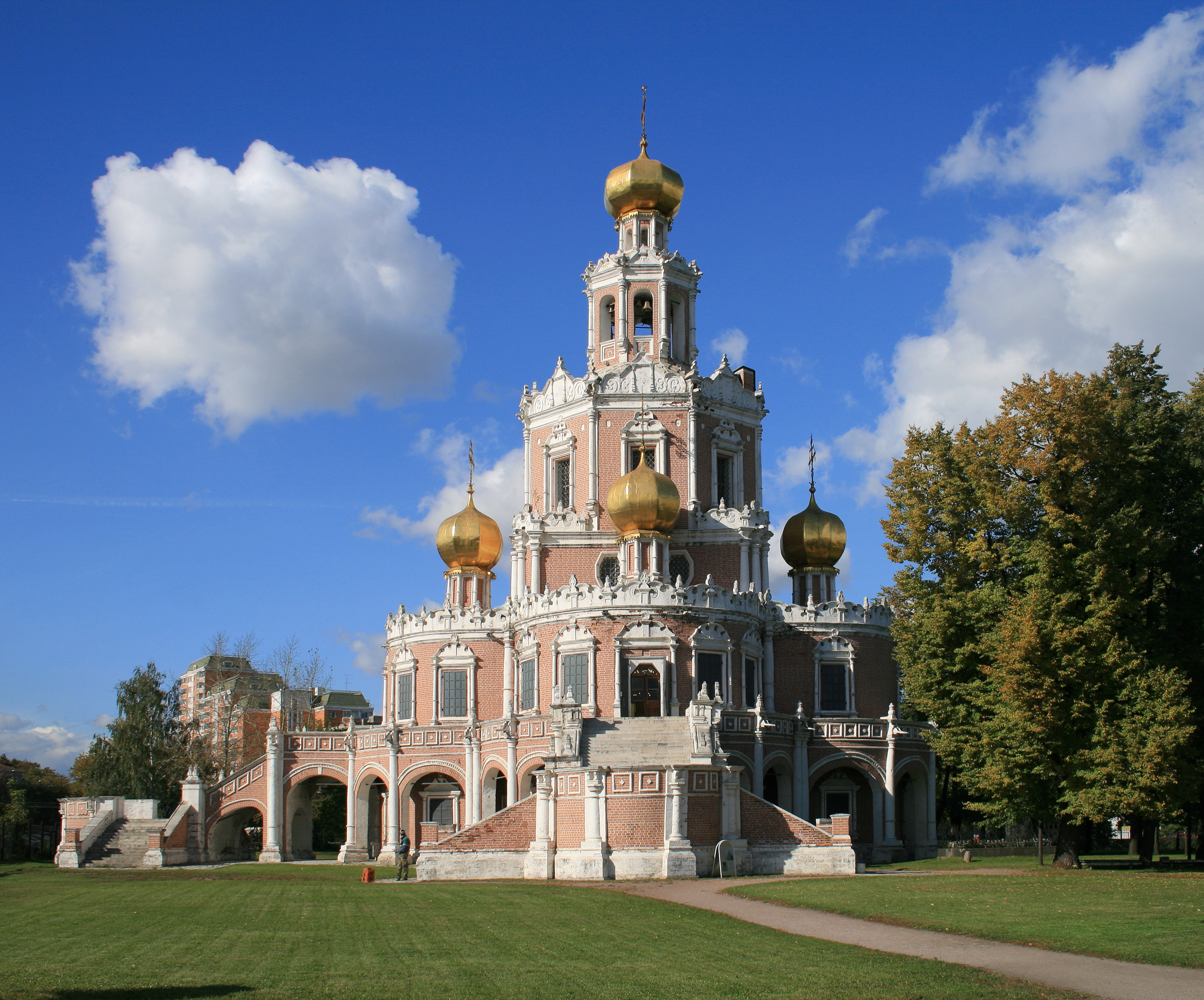
Храм Покрова Пресвятой Богородицы в Филях 1690—1694 гг. До 1690 года это имение принадлежало Милославским, ближайшим родственникам Царевны Софьи. Построена при Льве Нарышкине, родном дяде царя Петра, чья жена Анна Салтыкова была дочерью Марфы Прозоровской
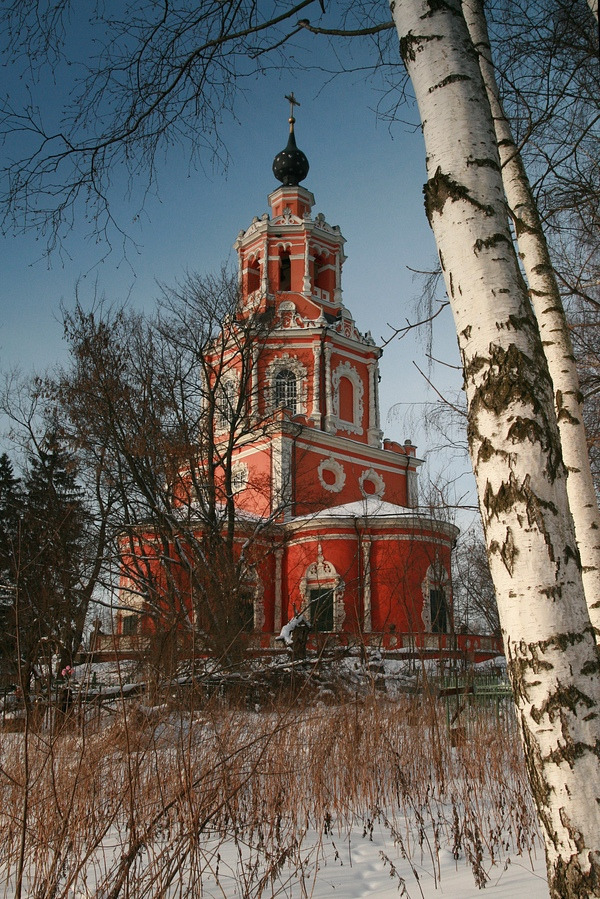
Спасская церковь (Уборы) с 12-ти лепестковым планом в виде голгофского креста. Имение Петра Шереметьева, во втором браке женившегося на овдовевшей Анне Нарышкиной (Салтыковой), дочери Марфы Прозоровской
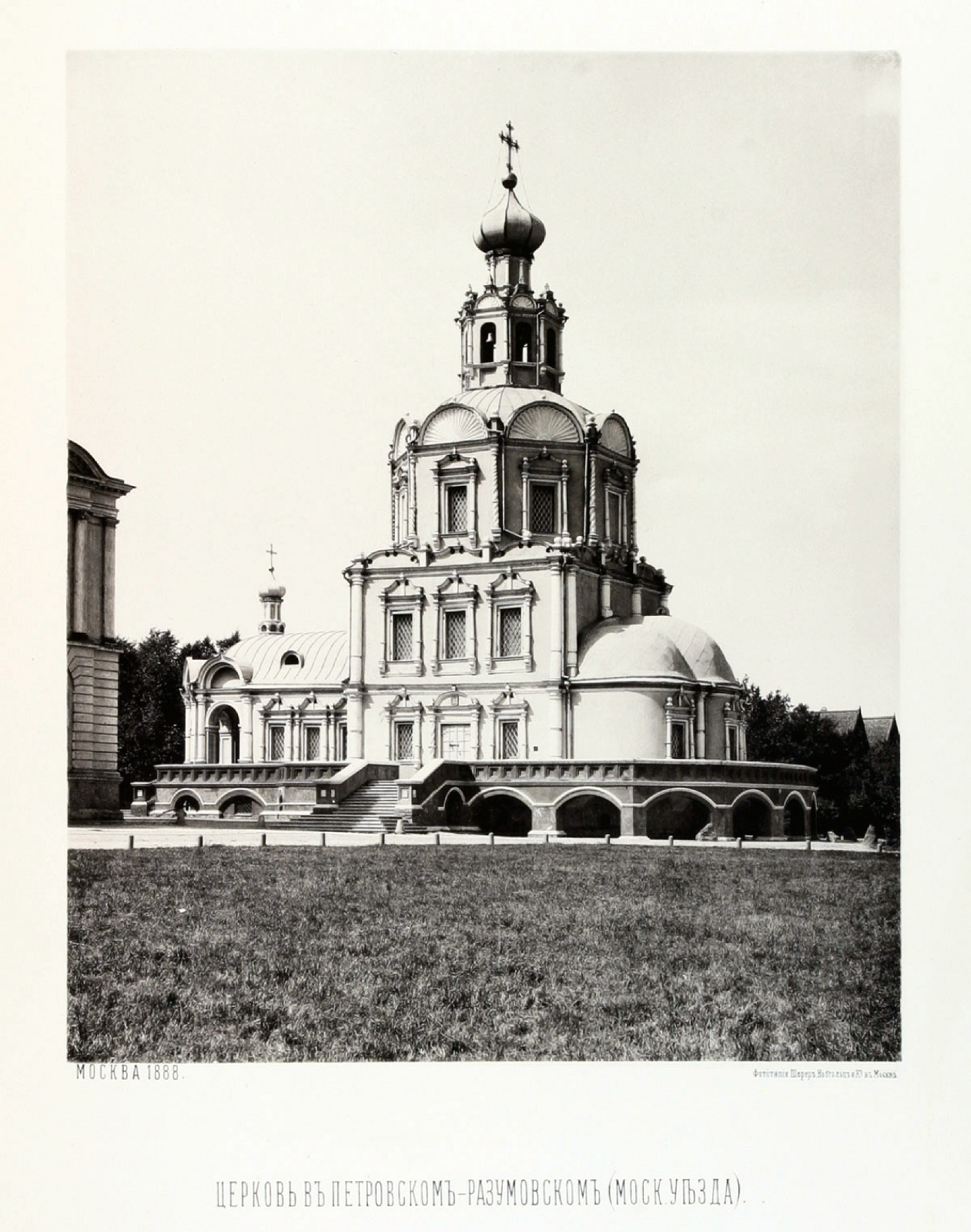
Храм Апостолов Петра и Павла в Петровском-РазумовскомХрам построенный в бывшем имении Прозоровских дедушкой и бабушкой царя Петра Кириллом и Анной Нарышкиными в 1691—1694 году, чей сын Лев Нарышкин, родной дядя царя Петра, был женат на Анне Салтыковой-дочери Марфы Прозоровской

## Семья

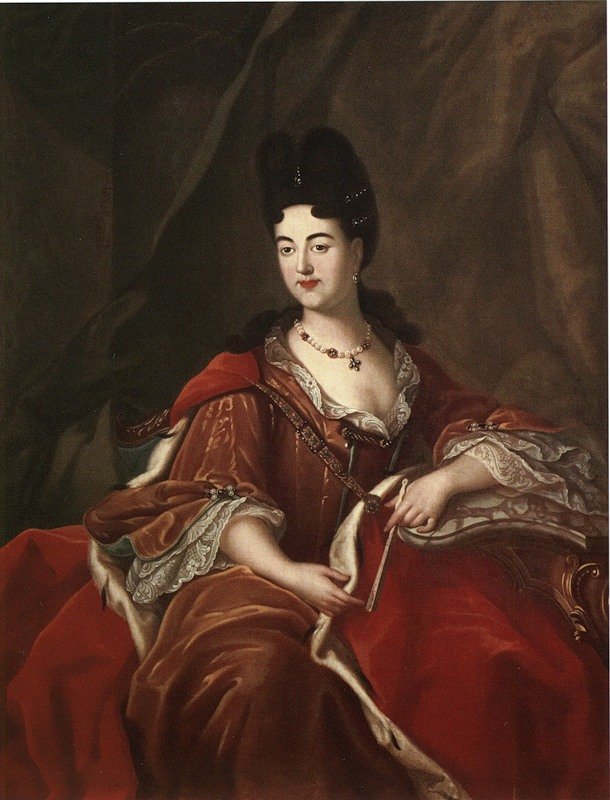
Анна Петровна Салтыкова,
2-я жена.

Лев Кириллович был единственным из братьев царицы Натальи Кирилловны, оставившим потомство, которое существовало до начала XX века. Был женат дважды и имел 9 детей:
1. жена с 3 сентября 1684 года Прасковья Феодоровна NN (ум. 02.08.1701), погребена в церкви Боголюбской Богородицы Высоко-Петровского монастыря в Москве.
  - Аграфена Львовна (1680-е — 1709), была первой женой канцлера князя А. М. Черкасского (1680—1741).
  - Прасковья Львовна (ум. 1718), девица.
  - Александра Львовна (1690-е — 1730), была замужем за кабинет-министром А. П. Волынским, казненным в 1740 году.
  - Евграф Львович (1690-е — 30.10.1705)
  - Александр Львович (1694—1746), действительный тайный советник.
  - Федора Львовна (17.05.1697—1705)
  - Иван Львович (1700—1734), капитан флота, был женат с 1727 года на Дарье Кирилловне Нарышкиной (1709—1730), их дочь фрейлина и статс-дама Екатерина Разумовская (1729—1771).
2. жена с 1702 года Анна Петровна Салтыкова (9.09.1677—22.06.1728), дочь Петра Петровича Салтыкова и княжны Марфы Ивановны Прозоровской, дочери боярина И. С. Прозоровского, убитого при обороне Астрахани. Овдовев, Анна Петровна в 1713 году вступила во второй брак с графом Б. П. Шереметевым.
  - Мария Львовна (1703—1727), с 1725 года была первой женой князя Ф. И. Голицына (1700—1769).
  - Анна Львовна (1704—1775), статс-дама императрицы Елизаветы Петровны, была замужем за князем А. Ю. Трубецким.